# Et'hem bej Molla
Et'hem bej Molla lub Et'hem bej Mollaj (pseudonim artystyczny: Shehidi; ur. 1783 w Tiranie, zm. 1846) – albański i osmański poeta bektaszycki.

## Życiorys
W 1818 roku objął funkcję kajmakama Tirany. Był także autorem kilku niezachowanych dywanów w językach albańskim oraz osmańskim.
Został pochowany w Meczecie Ethema Beja w Tiranie.

## Życie prywatne
Był synem Molli Mehmeta oraz potomkiem założyciela Tirany Sulejmana Bargjiniego.